# Euthalia surjas
Euthalia surjas är en fjärilsart som beskrevs av Vollenhoven 1862. Euthalia surjas ingår i släktet Euthalia och familjen praktfjärilar. Inga underarter finns listade i Catalogue of Life.